# FV Волос Вероники
FV Волос Вероники (лат. FV Comae Berenices) — одиночная переменная звезда* в созвездии Волос Вероники на расстоянии приблизительно 20450 световых лет (около 6270 парсек) от Солнца. Видимая звёздная величина звезды — от +14,7m до +13,5m.

## Характеристики
FV Волос Вероники — белая пульсирующая переменная звезда типа RR Лиры (RRAB) спектрального класса A5. Эффективная температура — около 7356 K.